# Вінні-Пух
Ві́нні-Пух — іграшковий ведмідь, персонаж творів Алана Александра Мілна (цикл не має загальної назви і зазвичай теж називається «Вінні-Пух», за першою книгою). Один з найвідоміших героїв дитячої літератури XX століття. В 1960-ті-1970-ті роки, завдяки переказу Бориса Заходера «Вінні-Пух і всі-всі-всі», а потім і фільмів студії «Союзмультфільм», де ведмедика озвучував Євген Леонов, Вінні-Пух став дуже популярним і у СРСР.

## Походження імені
Як і багато інших персонажів книги Мілна, ведмежа Вінні отримав ім'я від однієї з реальних іграшок Крістофера Робіна (1920—1996), сина письменника. У свою чергу, плюшевий ведмедик Вінні-Пух був названий на ім'я ведмедиці на прізвисько Вінніпег (Вінні), що жила в 1920-х в Лондонському зоопарку.
Ведмедиця Вінніпег (американський чорний ведмідь) потрапила до Великої Британії з Канади, а саме з околиць міста Вінніпега, як живий талісман Канадського армійського ветеринарного корпусу. Вона опинилася в кавалерійському полку «Форт Гарі Хорс» 24 серпня 1914, ще будучи ведмежам (її купив у канадського мисливця-трапера за двадцять доларів 27-річний полковий ветеринар лейтенант Гарі Колборн, який піклувався про неї і надалі). Уже в жовтні того ж року ведмежа було привезено разом з військами до Британії, а, оскільки полк повинен був бути в ході Першої світової війни переправлений до Франції, то в грудні було прийнято рішення залишити звіра до кінця війни в Лондонському зоопарку. Ведмедиця полюбилася лондонцям, і військові не стали заперечувати проти того, щоб не забирати її із зоопарку і після війни. До кінця днів (вона померла 12 травня 1934) ведмедиця знаходилася на постачанні ветеринарного корпусу, про що в 1919 році на її клітці зробили відповідний напис.
У 1924 році Алан Мілн вперше прийшов до зоопарку з чотирирічним сином Крістофером Робіном, який по-справжньому здружився з Вінні. За три роки до цього Мілн купив в універмазі Harrods і подарував синові на його перший день народження плюшевого ведмедя фірми «Альфа Фарнелл». Після знайомства господаря з Вінні цей ведмідь отримав ім'я на її честь. Надалі ведмідь був «нерозлучним супутником» Крістофера: «у кожної дитини є улюблена іграшка, і особливо вона потрібна кожній єдиній дитині».
У вересні 1981 року 61-річний Крістофер Робін Мілн відкрив пам'ятник ведмедиці Вінні (у натуральну величину) в Лондонському зоопарку (скульптор Лорн Маккін). У 1999 році канадські кавалеристи з «Форт Гарі Хорс» відкрили там же другий пам'ятник (скульптор Біллі Епп), що зображає лейтенанта Гаррі Колборна з ведмежам. Копія останнього пам'ятника споруджена також у зоопарку канадського міста Вінніпег.

## Цикл Мілна

### Книги та ілюстрації
Крістофер Робін — головний персонаж двох прозових книг Мілна: Winnie-the-Pooh (перший розділ опублікована в газеті London Evening News перед Різдвом, 24 грудня 1925 року, шоста — у серпневому номері Royal Magazine за 1926 рік; перше окреме видання вийшло 14 жовтня 1926 року в лондонському видавництві Methuen & Co);
Обидві прозові книги присвячені «Їй» — дружині Мілна і матері Крістофера Робіна Дафне Селенкур; ці посвяти написані у віршах.
Крім того, у двох збірках дитячих віршів Мілна, When We Were Very Young (Коли ми були зовсім маленькими, 1924) і Now We Are Six (Тепер нам уже шість, 1927) є кілька віршів про Вінні-Пуха, хоча в першій з них він ще не носить це ім'я. Першу з цих книг, що вийшла раніше прозової книги Winnie-the-Pooh, Мілн у передмові до неї називає «іншою книгою про Крістофера Робіна».
Всі ці чотири книги ілюстровані Е. Х. Шепардом, карикатуристом журналу «Панч», де він працював разом з Мілном, і бойовим товаришем Мілна по Першій світовій війні. Графічні ілюстрації Шепарда тісно пов'язані з внутрішньою логікою розповіді і багато в чому доповнюють текст, в якому, наприклад, не повідомляється, що Хобоступ(Heffalump) схожий на слона; Шепарда нерідко називають «співавтором» Мілна. Іноді ілюстрації Шепарда відповідають значимого розташуванню тексту на сторінці. Хлопчик був змальований безпосередньо з Крістофера Робіна, і образ хлопчика, створений художником, — у вільній блузі поверх коротких штанців, як Крістофер і одягався в дійсності, — увійшов у моду.
На хвилі гучного успіху книг про Пуха з'явилася ціла бібліотечка книг — «Історії про Крістофера Робіна», «Книга для читання про Крістофера Робіна», «Історії до дня народження про Крістофера Робіна», «Буквар Крістофера Робіна» і ряд книжок-картинок, однак нових текстів ці збірники не містили, а включали тільки передрук з попередніх.

### Світ твору
Дія книг про Пуха відбувається в 500-акровому лісі Ешдаун поблизу купленої Мілном у 1925 році ферми Кочфорд в графстві Східний Сассекс, Англія, представленому в книзі як Стоакровий ліс (англ. The Hundred Acre Wood, в переказі Заходера — Чудовий ліс). Реальними є також Шість сосен і струмочок, у якому був знайдений Північний Полюс, а також згадується в тексті рослинність, у тому числі колючий утесник (gorse-bush, чортополох у Заходера), в який падає Пух. Маленький Крістофер Робін любив забиратися в дупла дерев і гратися там з Пухом, тому багато персонажів книг живуть у дуплах, і значна частина дії відбувається в таких оселях або на гілках дерев.
Дія «Вінні-Пуха» розгортається одночасно в трьох планах — це світ іграшок у дитячій, світ звірів «на своїй території» в Стоакровому лісі і світ персонажів в оповіданнях батька синові (це найбільш чітко показано на самому початку). Надалі оповідач зникає з розповіді і казковий світ починає власне існування, розростаючись від розділу до розділу. Наголошувалося подібність простору і світу персонажів «Вінні-Пуха» з класичним античним і середньовічним епосом. Багатообіцяючі епічні починання персонажів (подорожі, подвиги, полювання, ігри) виявляються комічно малозначними, тоді як справжні події відбуваються у внутрішньому світі героїв (допомога в біді, гостинність, дружба).
Книги Мілна виросли з усних оповідань та ігор з Крістофером Робіном; усне походження характерно і для багатьох інших знаменитих літературних казок. «Я, власне, нічого не придумував, мені залишалося тільки описувати», як говорив згодом Мілн. Реальними іграшками Крістофера Робіна були також Паць (подарунок сусідів), Іа-Іа без хвоста (ранній подарунок батьків), Кенга з Ру в сумці і Тигра (куплені батьками згодом спеціально для розвитку сюжету вечірніх розповідей сина). У розповідях вони з'являються саме в такому порядку. Сову і Кролика Мілн придумав сам; на ілюстраціях Шепарда вони виглядають не як іграшки, а як справжні тварини, Кролик говорить Сові: "Тільки в мене й тебе є мізки. У решти — тирса". В процесі гри всі ці персонажі отримали індивідуальні повадки, звички і манеру розмови. На створений Мілном світ тварин вплинула повість Кеннета Грема «Вітер у вербах», якою він захоплювався і яку раніше ілюстрував Шепард, можлива також прихована полеміка з «Книгою джунглів» Кіплінга.
У книзі відтворюється атмосфера загальної любові і турботи, «нормального», захищеного дитинства, без претензій на рішення дорослих проблем, що багато в чому сприяло пізнішої популярності цієї книги в СРСР, в тому числі вплинуло на рішення Бориса Заходера перекласти цю книгу. У «Вінні-Пуха» відображений сімейний побут британського середнього класу 1920-х років, згодом відроджений Крістофером Робіном у своїх спогадах для розуміння контексту, в якому виникла казка.

### Прийоми
Книги Мілна пройняті численними каламбурами та іншими видами мовної гри, для них типово обігравання і спотворення «дорослих» слів (явно показане у сцені діалогу Сови з Пухом), виразів, запозичених з реклами, навчальних текстів і т. д. (численні конкретні приклади зібрані в коментарі А. І. Полторацького). Витончене обігрування фразеології, мовної неоднозначності (іноді більш ніж двох значень слова) не завжди доступно дитячої аудиторії, зате високо цінується дорослими.
До типових прийомів дилогії Мілна відноситься прийом «значимої порожнечі» та ігри з різними фікціями: у «Суперечності» (передмова до другої частини) стверджується, що майбутні події наснилися читачеві; Пуху приходять на думку «великі думки ні про що», Кролик відповідає йому, що вдома немає «зовсім нікого», Паць описує Хобоступа — «велика штука, як величезне ніщо». Подібні ігри розраховані в тому числі і на дорослу аудиторію.
Обидві книги насичені віршами, вкладеними в уста Пуха; ці вірші написані в англійській традиції дитячих абсурдних віршів — нонсенсу, продовжуючи досвід Едварда Ліра і Льюїса Керрола. С. Я. Маршак (перший перекладач дитячих віршів Мілна) в листі до Г. І. Зінченко від 11 липня 1962 називав Мілна «останнім <…> прямим спадкоємцем Едварда Ліра».
На думку Ліліани Лунгіної «Вінні-Пух» поєднує риси дитячої казки, роману виховання, народного героїчного епосу і поетичної прози.

### Місце у творчості Мілна
Цикл про Вінні-Пуха затьмарив усю досить різноманітну й популярну свого часу дорослу творчість Мілна: «зворотний шлях у „дорослу“ літературу він собі відрізав. Усі його спроби вирватися з лап іграшкового ведмедя виявилися безуспішними». Сам Мілн тяжко переживав такий збіг обставин, не вважав себе дитячим письменником і стверджував, що для дітей пише з такою ж відповідальністю, як і для дорослих.

## Екранізації

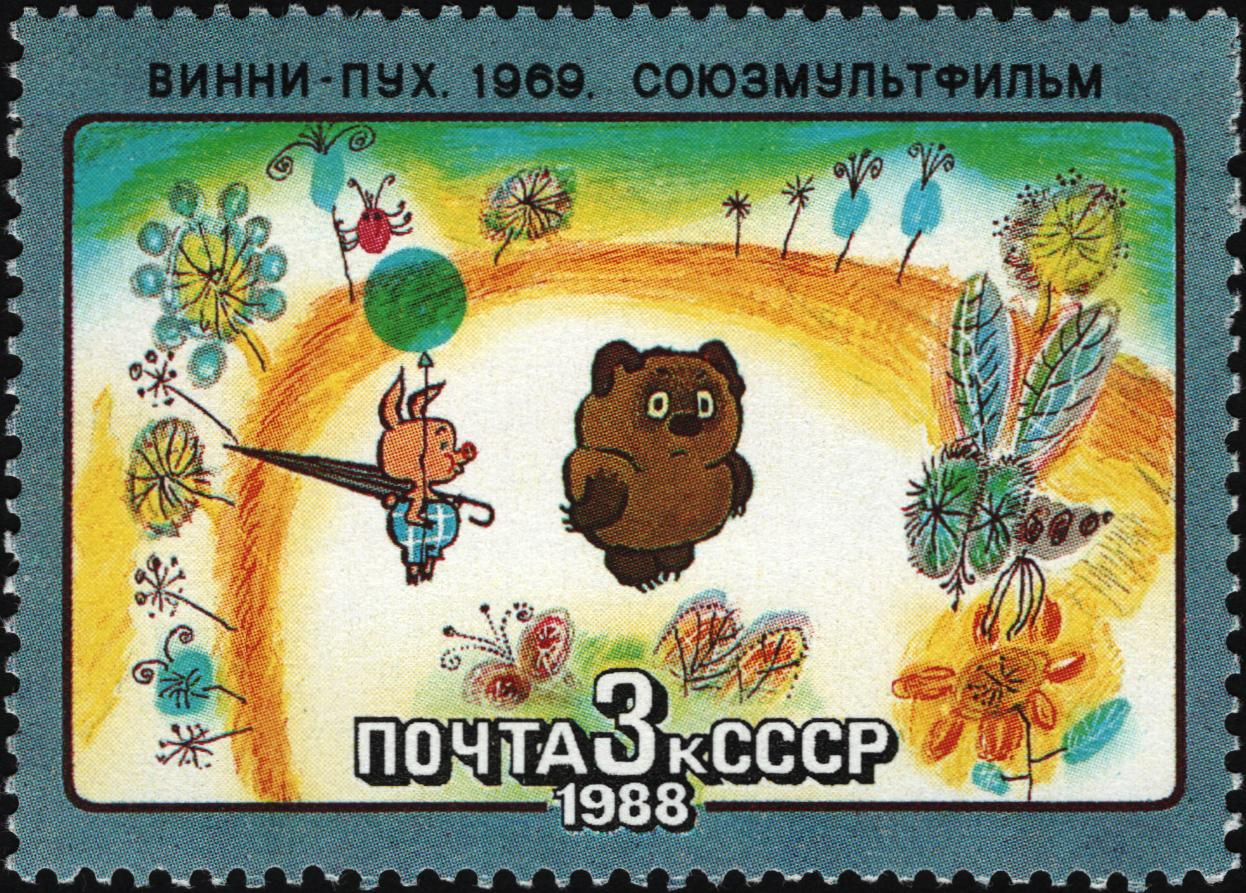
Радянська поштова марка 1988 року із зображенням Вінні Пуха

- Вінні Пух (фільм)